# Wiktorija Kan
Wiktorija Rodionowna Kan, rus. Виктория Родионовна Кан (ur. 3 sierpnia 1995 w Taszkencie) – rosyjska tenisistka, finalistka French Open 2011 w grze podwójnej dziewcząt, medalistka Letniej Uniwersjady 2019.
Tenisistka grająca głównie w turniejach rangi ITF, w których wygrywała dwadzieścia cztery razy w grze pojedynczej i czternaście razy w podwójnej.
Jako juniorka osiągnęła deblowy finał wielkoszlemowego French Open w 2011 roku. Razem z Demi Schuurs uległy Irinie Chromaczowej i Marynie Zanewśkiej 4:6, 5:7.
Starty w zawodowych turniejach seniorskich rozpoczęła w marcu 2011 roku, biorąc udział w turnieju w Antalyi. Wygrała tam kwalifikacje, a w turnieju głównym dotarła do drugiej rundy. Tego samego roku w lipcu wygrała swój pierwszy turniej w grze pojedynczej – w Bad Waltersdorf, pokonując w finale Kateřinę Vaňkovą. We wrześniu 2013 roku dotarła do finału turnieju ITF o puli 50 000 $ w Telawi, pokonując po drodze między innymi, Paulę Kanię i Andreę Mitu. W finale uległa Aleksandrze Panowej. W listopadzie tego samego roku wygrała turniej o puli 75 000 $ w Szarm el-Szejk, gdzie w finale pokonała Nastję Kolar.
W 2013 roku zagrała także w kwalifikacjach do turnieju WTA Tour w Linzu, w których wygrała z Virginie Razzano w pierwszej rundzie i przegrała w drugiej z Sesił Karatanczewą.

## Wygrane turnieje ITF
| turnieje z pulą nagród 100 000 $ |
| turnieje z pulą nagród 75 000 $  |
| turnieje z pulą nagród 50 000 $  |
| turnieje z pulą nagród 25 000 $  |
| turnieje z pulą nagród 15 000 $  |
| turnieje z pulą nagród 10 000 $  |

### Gra pojedyncza
|     | Data       | Turniej           | ($)    | Naw.     | Finalistka           | Wynik               |
| 1.  | 30/07/2011 | Bad Waltersdorf   | 10 000 | ziemna   | Kateřina Vaňková     | 7:6(3), 6:1         |
| 2.  | 28/08/2011 | Portschach        | 10 000 | ziemna   | Diana Šumová         | 4:6, 6:2, 6:3       |
| 3.  | 08/07/2012 | Prokuplje         | 10 000 | ziemna   | Marija Moch          | 6:1, 6:2            |
| 4.  | 29/07/2012 | Palić             | 10 000 | ziemna   | Doroteja Eric        | 6:1, 6:4            |
| 5.  | 12/08/2012 | Bursa             | 10 000 | ziemna   | Laura-Ioana Andrei   | 7:6(4), 6:4         |
| 6.  | 14/10/2012 | Sarajewo          | 15 000 | ziemna   | Dinah Pfizenmaier    | 4:6, 6:4, 5:2 krecz |
| 7.  | 16/12/2012 | Antalya           | 10 000 | ziemna   | Anastasija Wasyljewa | 6:3, 7:5            |
| 8.  | 20/07/2013 | Imola             | 25 000 | dywanowa | Ludmyła Kiczenok     | 3:6, 7:5, 6:2       |
| 9.  | 25/10/2013 | Casablanca        | 25 000 | ziemna   | Olha Sawczuk         | 6:4, 6:4            |
| 10. | 24/11/2013 | Szarm el-Szejk    | 75 000 | ziemna   | Nastja Kolar         | 6:4, 6:4            |
| 11. | 15/02/2015 | Antalya           | 10 000 | ziemna   | Anne Schäfer         | 6:3, 6:4            |
| 12. | 15/03/2015 | Antalya           | 10 000 | ziemna   | Anne Schäfer         | 6:1, 6:0            |
| 13. | 20/09/2015 | Bucza             | 10 000 | ziemna   | Alexandra Perper     | 4:6, 6:2, 6:0       |
| 14. | 10/04/2016 | Heraklion         | 10 000 | twarda   | Cristiana Ferrando   | 6:4, 7:5            |
| 15. | 01/05/2016 | Wiesbaden         | 25 000 | ziemna   | Laura Schaeder       | 6:2, 4:6, 6:0       |
| 16. | 15/05/2016 | Al-Marsa          | 25 000 | ziemna   | Galina Woskobojewa   | 6:4, 6:4            |
| 17. | 17/09/2017 | Kair              | 15 000 | ziemna   | Nuria Párrizas Díaz  | 7:5, 6:3            |
| 18. | 04/11/2017 | Casablanca        | 15 000 | ziemna   | Oana Georgeta Simion | 6:0, 6:3            |
| 19. | 11/11/2017 | Bani Mallal       | 15 000 | ziemna   | Federica Arcidiacono | 6:3, 6:7(1), 6:1    |
| 20. | 01/07/2018 | Jablonec nad Nysą | 15 000 | ziemna   | Magdalena Pantuckova | 6:4, 6:1            |
| 21. | 24/02/2019 | Antalya           | 15 000 | ziemna   | Irina Fetecau        | 6:2, 6:2            |
| 22. | 03/03/2019 | Antalya           | 15 000 | ziemna   | Camilla Scala        | 6:3, 6:2            |
| 23. | 28/07/2019 | Moskwa            | 25 000 | ziemna   | Vlada Koval          | 6:1, 7:6(2)         |
| 24. | 06/04/2025 | Antalya           | 15 000 | ziemna   | Walerija Juszczenko  | 6:7(10), 6:3, 6:4   |

## Finały juniorskich turniejów wielkoszlemowych

### Gra podwójna (1)
| Końcowy wynik | Rok  | Turniej     | Nawierzchnia | Partnerka    | Przeciwniczki                     | Wynik finału |
| Finalistka    | 2011 | French Open | Ceglana      | Demi Schuurs | Irina Chromaczowa Maryna Zanewśka | 4:6, 5:7     |